# Lyndhurst
Lyndhurst este un oraș în comitatul Hampshire, regiunea South East England, Anglia. Orașul se află în districtul New Forest a cărui reședință este